# Monster Max
Monster Max es un videojuego isométrico desarrollado por Rare. Este juego fue desarrollado específicamente por un equipo de tres miembros, que consistía en Jon Ritman para la programación y el diseño, Bernie Drummond para los gráficos y David Wise para la música. Fue publicado por Titus France para Game Boy en 1994 en Europa. El jugador es Monster Max, un aspirante a estrella de rock quien, en un intento de luchar contra el Rey Krond, que prohíbe toda la música, atraviesa nueve pisos de la Academia Mega Hero. Los pisos consisten en salas de rompecabezas de diversos diseños para resolver, el jugador tiene que averiguar el orden de las acciones a realizar.
Ritman y Drummond, antes de unirse a Rare, desarrollaron juegos isométricos para Ocean Software, incluidos Batman (1986) y Head over Heels (1987). Como resultado del fracaso de un juego de fútbol arcade para la empresa, Ritman y Drummond no tuvieron publicidad con su trabajo durante siete años. Ritman decidió trabajar en un título isométrico de Game Boy con un kit de desarrollo de software Global Language Assembler Monitor de £ 1200 que creó él mismo, notando la ausencia del género en la consola portátil.
La producción duró nueve meses y finalizó en enero de 1993. Se complicó por las peculiaridades y complejidades del hardware de Game Boy, como la baja resolución, la paginación de memoria constante y las diferencias en la codificación de caracteres entre el tercio inferior y los dos tercios superiores de la pantalla. Ritman y Drummond tomaron prestados algunos conceptos de sus juegos isométricos anteriores y agregaron nuevos aspectos al género, incluidos tamaños de habitación más grandes y la inclusión de pisos con diferentes temas y diseños de habitaciones.
A pesar de un retraso en el lanzamiento que afectó negativamente las ventas, Monster Max fue aclamado por la crítica y esta aclamación llevó a que se comparara su calidad con The Legend of Zelda: Link's Awakening (1993). Los elogios principales fueron su capacidad para contener niveles enormes, varias salas y un gran detalle gráfico en un cartucho de Game Boy, y la variedad y el desafío del diseño de las salas. Fue una de las tres entradas de Game Boy en 1001 videojuegos a los que hay que jugar antes de morir (2010), donde se la llamó una «mini-obra maestra» con los mejores acertijos de cualquier juego isométrico.

## Modo de juego
Monster Max es un videojuego de rompecabezas de acción y aventura isométrico que se puede jugar en una de las cinco opciones de idioma y dos configuraciones de teclado direccional. El jugador es el aspirante a estrella de rock titular, que atraviesa nueve pisos de la Academia Mega Hero para derrocar al tiránico Rey Krond, que reside en el décimo piso y prohíbe toda interpretación musical en su tierra. El primer piso tiene un nivel de entrenamiento, llamado Play Pen. En cada piso, Monster Max realiza de dos a tres tareas de las cuales la recompensa es oro, que se usa para comprar el ascensor que lo lleva al siguiente piso. Las tareas incluyen eliminar enemigos y recolectar objetos como diarios, cajas fuertes, coronas y antorchas. En el décimo piso, solo hay una misión que completar antes del enfrentamiento de Krond: recolectar cuatro objetos. Cada habitación tiene una terminal de computadora que informa al jugador la misión en la habitación contigua, aunque también se puede acceder a los detalles de la misión actual en el menú de pausa.
Las habitaciones consisten en bloques que se pueden reposicionar y tienen un diseño variado, con varios objetos y obstáculos. Algunos de los enemigos del juego incluyen loros, robots y momias. El objetivo es averiguar el orden de las acciones, como mover bloques y apagar los interruptores de las calderas y la electricidad, a realizar en cada habitación. Inicialmente, las habitaciones solo requieren averiguar dónde mover los bloques, pero se encuentran más elementos para resolver por habitación a medida que avanza el juego. Se puede salir de las misiones y volver a ellas con un sistema de contraseña.
Los objetos coleccionables se pueden sostener dos a la vez, y su función se explica en el menú de pausa. Estos incluyen una bolsa que puede contener un bloque a la vez (aunque no se puede usar para mover bloques a otras habitaciones) y un mapa que indica la ubicación actual y el progreso del jugador. Tres objetos le dan a Max habilidades de maniobra: un relámpago que aumenta la velocidad al caminar, un pato que le permite agacharse en áreas pequeñas y botas que le permiten saltar. También hay armas para que Max las recolecte, incluyendo una espada, minas que eliminan enemigos y bloques, un Súper Hechizo que dispara una pelota y estrellas y campos de energía que protegen temporalmente a Max del daño enemigo. El campo de energía prohíbe a Max caminar y disparar mientras está activado. También son coleccionables vidas extra, de las cuales Max comienza con cuatro.

## Desarrollo

### Antecedentes y orígenes
Monster Max fue diseñado y programado por Jon Ritman con gráficos de Bernie Drummond, ambos se establecieron en la industria de los videojuegos al desarrollar videojuegos isométricos de 8 bits para Ocean Software, incluidos Batman (1986) y Head over Heels (1987). Después de Match Day II (1987), Ritman y Drummond se mudaron a Rare, propiedad de los fundadores de Ultimate Play the Game, el desarrollador y editor de lo que lanzó la tendencia de los videojuegos isométricos de la cual Batman y Head over Heels formaron parte, Knight Lore (1984). Al elegir trabajar para la compañía como respuesta a un anuncio en Crash, y con respeto por Ultimate, los dos tuvieron su primer proyecto como un juego de fútbol arcade llamado Final Whistle.
Aunque el diseño, las imágenes y el código del software se terminaron en seis meses, el gabinete de juegos consumía tanto tiempo que el hardware y los gráficos tuvieron que volver a hacerse en otros seis meses. Rare canceló Final Whistle debido a la percepción de una falta de atractivo instantáneo para su grupo demográfico objetivo. Esto llevó a una brecha de siete años en la que los dos no eran públicos para la prensa y no se publicó ningún trabajo. Ritman, después de completar su propio kit de desarrollo de software utilizando un Global Language Assembler Monitor (GLAM) de £ 1200 que se usó en otros juegos de Rare, quería desarrollar un producto Game Boy con él. Su razonamiento fue lo corto que sería el proceso de desarrollo para un juego completo en un dispositivo portátil. Eligió un juego isométrico, notando que el género estaba ausente en la biblioteca de la consola, pero posible dada la inclusión de un chip similar a Zilog Z80 y más memoria que el ZX Spectrum. Monster Max fue el primer juego isométrico de Game Boy. Cuando Ritman llamó a Drummond sobre un posible proyecto de Game Boy, el último dibujo del artista fue un guitarrista mitad reptil mitad esqueleto que se convirtió en el personaje principal jugable.

### Producción
Monster Max se produjo en nueve meses con el kit de desarrollo GLAM y finalizó en enero de 1993. Además de Ritman y Drummond, David Wise fue el compositor. Ritman recordó el proceso como llamando a Wise por teléfono para obtener música y efectos de sonido y Wise enviándoselos a cambio.
Al comienzo de la producción, Ritman aprendió las complejidades técnicas de Game Boy para crear el motor antes de que comenzara el diseño y la programación. Ritman describió el chip de Game Boy como un «Z80 castrado», donde «dos tercios de los registros se habían ido sin permiso al igual que las instrucciones matemáticas de 16 bits, y eso hizo que incluso el programa más simple fuera un trabajo muy duro». El chip no tenía la facilidad de conversión a otras consolas que tenía la Z80 real, lo que hacía que el proyecto fuera exclusivo para Game Boy.
Los aspectos de la memoria de Game Boy complicaron la codificación y el diseño, como la baja resolución, la paginación de memoria constante y las diferencias en la codificación de caracteres entre el tercio inferior y los dos tercios superiores de la pantalla. Las limitaciones de hardware también significaban mantener el detalle de los gráficos isométricos mientras la pantalla se desplazaba era imposible. El kit de desarrollo estaba en el Nintendo Entertainment System, en el que el teclado direccional del controlador era más propenso a cambios de dirección accidentales que el mismo de Game Boy. Por lo tanto, se agregó una opción de control alternativa para el controlador NES para la prueba. La falta de otros probadores de juego fue otra razón por la que el desarrollo de Monster Max difería del de otros juegos isométricos de Ritman.
Ritman concibió la estructura de la mayoría de las salas de forma espontánea y durante la programación. En casos excepcionales, como habitaciones con varios casos, los niveles se planificaron y dibujaron a lápiz sobre papel. Drummond tuvo un proceso similar, dibujando «lo que se veía bien» para que Ritman creara una narrativa. Para fines de comunicación, los dos clasificaron el tamaño de los bloques en términos como «bloques» y «dulces». Aunque hay tres niveles dentro de un piso, Ritman eligió solo requerir que el jugador complete dos. Esto se inspiró en los jugadores que notó que no avanzaban mucho en Batman y el deseo de darle al jugador más opciones: «es bueno decir que hay una alternativa». Este y un sistema de contraseña surgieron del proceso de pensamiento de Ritman al diseñar un juego para un dispositivo móvil. El cartucho final incluye el doble de memoria que Head Over Heels: dos megabytes, uno para las 630 habitaciones y otro para los menús, datos de texto para cinco idiomas y un anuncio de un juego inédito de Titus, Blues Brothers Pinball.
Se hizo referencia a las versiones Commodore 64 y Amstrad CPC del trabajo anterior de Ritman y Drummond, y se tomaron prestados algunos conceptos, lo que facilitó el proceso de desarrollo. Por ejemplo, el concepto de bolsillos para guardar objetos fue tomado de Batman. La mayor memoria de Game Boy permitió a Ritman mejorar el género, con habitaciones y pisos más grandes con diferentes temas y diseños de habitaciones. A diferencia de los títulos anteriores de Ritman, Monster Max limitó sus habilidades coleccionables a dos a la vez, para igualar la cantidad de botones en Game Boy. Esta decisión de diseño también lo presionó para que se concentrara en el orden de las habitaciones para evitar situaciones en las que el jugador deja caer accidentalmente un elemento en un área a la que no puede regresar.
El «sprite de trabajo» para Monster Max era «Prehistoric Jon», que era Ritman con un taparrabos. Para el Sello de Aprobación de Nintendo, Ritman grabó una sesión de juego de seis horas, jugada en una NES. En una situación rara en su carrera debido a su atención a los detalles de los problemas, se le pidió que corrigiera un error que ocurría en el séptimo nivel, donde un icono parpadeaba en la pantalla durante unos tres segundos. El nombre del «Hechizo mortal» se cambió a «Hechizo mágico». Se tuvo que filmar otra jugada de seis horas con los problemas solucionados. Según Ritman, un miembro del personal de Titus France no especificado quería «cambiar cada bloque explosivo» después de la finalización, pero «teniendo en cuenta que hay más de mil bloques, eso quedó fuera de discusión».

## Lanzamiento
Titus France publicó Monster Max en el Reino Unido en agosto de 1994 y en Francia en septiembre de 1994. Aunque nunca se lanzó en América del Norte, las publicaciones estadounidenses aún le hicieron reseñas con fechas de lanzamiento que incluyen junio de 1994 y abril de 1995; una reseña de Game Players de junio de 1995 afirmó que el juego estaba en el mercado «ahora». Ritman explicó en una entrevista retrospectiva que Titus le dio la oportunidad de que Monster Max fuera publicado oficialmente por Nintendo si el personaje jugable era de la serie Mario (1981-presente). No recordaba por qué lo rechazó, pero sospechaba que era la cantidad potencial de cambios en los gráficos que Nintendo habría exigido, lo que resultó en una revisión del diseño de los rompecabezas. Recordó la reacción de Shigeru Miyamoto, simplemente diciendo, «hay aspectos de las cosas que no le gustaron». Aunque Monster Max aparentemente se lanzó a fines de 1994, Titus tardó mucho en distribuirlo y no se pudieron comprar copias del juego hasta diciembre de 1995. Como resultado, las ventas del juego fueron bajas.

## Recepción
Tras su lanzamiento, Monster Max fue considerado con frecuencia uno de los mejores títulos de Game Boy de todos los tiempos por los críticos. Javier Abad de Nintendo Acción y J. C. Mayerick de Superjuegos lo llamaron el mejor número uno de todos los tiempos en el momento de su lanzamiento; el último crítico todavía pensaba que estaba entre los tres primeros en su nueva revisión de 1997. Sam of Consoles + lo calificó como una de las mejores entradas de acción y aventuras en la biblioteca de Game Boy. Varios críticos encontraron que era el más cercano en calidad a The Legend of Zelda: Link's Awakening (1993) de la mayoría de los otros videojuegos, un artículo de vista previa de Super Gamer lo cubrió como el juego de Game Boy más grande desde el juego de Zelda. Para los críticos de Banzzai y GB Action, Monster Max superó a Link's Awakening como el mejor título de Game Boy. Se destacó la originalidad del juego, como en la reseña de Ulf de Mega Fun, que lo atribuyó a sus «gráficos inusuales y jugabilidad sofisticada». Abad también estaba entusiasmado con el lugar que podrían abrir los juegos de aventuras en la biblioteca de Game Boy debido a la alta calidad de Monster Max.
Monster Max fue ampliamente elogiado por su desafío y variedad en el diseño de niveles, que requiere que el jugador sea hábil y piense constantemente y motive semanas de juego. Damian de Super Gamer lo describió como «diabólicamente complejo pero infantilmente simple». Oulan Bator elogió su progresión gradual de dificultad, así como las opciones y la interfaz práctica del menú. Los revisores de Nintendo Magazine System elogiaron el equilibrio del juego de segmentos de acción y acertijos relacionados con la destreza. El personal de Super Power escribió que, además de saber cuándo usar elementos y habilidades, el jugador necesitaba predecir si tenía los elementos correctos para las siguientes salas, lo que se sumaba al desafío. Sin embargo, a Liikaa Ykistyiskohtia de la misma revista le molestó que los artículos no se colocaran en las habitaciones donde se necesitaban.
Además de la cartera de Ritman y Brummond, los revisores recordaron otros juegos isométricos, desde videojuegos de 8 bits de la década de 1980 como Knight Lore y Alien 8 (1985) hasta juegos de consola de principios de la década de 1990 como Solstice (1990), Landstalker (1992) y Equinox (1993). Los revisores quedaron asombrados por la gran cantidad de espacio, el tamaño del nivel y el detalle gráfico, así como por la forma en que se ejecutó con poca ralentización, todo considerado impresionante para un cartucho de Game Boy. El crítico de GB Action Andy Sharp se preguntó por qué no se había probado antes un juego isométrico en la consola portátil, pero con entusiasmo aconsejó más de ellos.
Nick de Games World, que no es fanático de los juegos de rompecabezas isométricos, sugirió que Monster Max era «un juego absorbente solo en pequeñas dosis con algunos pequeños rompecabezas intrigantes» para aquellos que no están en el género. Sin embargo, algunos revisores todavía tuvieron problemas para leer las distancias como resultado del pequeño tamaño.    Esto fue un factor decisivo para los críticos que fueron menos favorables del juego, que provenían de Game Players y Super Power y sugirieron que la gran cantidad de detalles combinados con el tamaño pequeño dificultaban aún más las distancias de lectura. Damian apreció los toques en la presentación para hacer que el producto sea atractivo para una amplia audiencia, como un blipvert que aparece cada vez que se recolecta un objeto.

## Legado
Monster Max fue el último juego de Ritman que él mismo codificó, antes de trabajar para compañías como Domark y Argonaut Games. También fue la última colaboración de juegos isométricos de Ritman y Drummond. Es uno de los tres juegos de Game Boy enumerados en el libro 1001 videojuegos a los que hay que jugar antes de morir (2010), donde el editor Tony Mott lo llamó una «mini-obra maestra» con los mejores rompecabezas jamás vistos en juegos isométricos. Destacó cuánta diversidad surgió de los conceptos simples del juego y cuánta personalidad había en los gráficos de Game Boy de baja resolución. En 2021, ocupó el puesto 95 en la edición especial de Retro Gamer de 100 Games To Play Before You Die: Nintendo Consoles Edition. En noviembre de 1997, en su edición mensual número 60, Nintendo Acción incluyó a Monster Max en el puesto número 35 entre los mejores juegos que habían revisado.